# 西班牙郵票

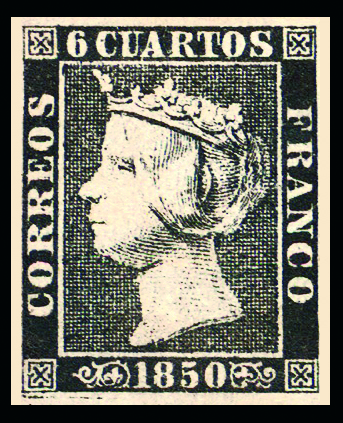
西班牙最初發行的郵票之一

西班牙在1850年1月1日發行了本國的首套郵票。這套郵票共有5枚，均以伊莎貝拉二世女王為圖案，且並無齒孔。此後除了1868年光榮革命後的一段時間外，西班牙長期使用國王的肖像作為郵票的圖案設計。自1967年開始到1971年，西班牙發行了一系列西班牙各地區服裝的郵票。

## 外部連結
- Spanish Postal History Resources